# Bendeleben (Adelsgeschlecht)

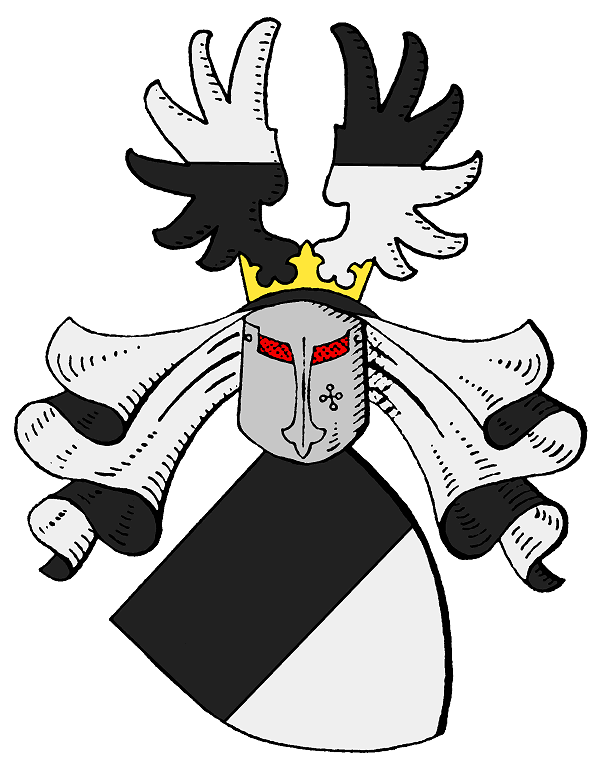
Wappen derer von Bendeleben

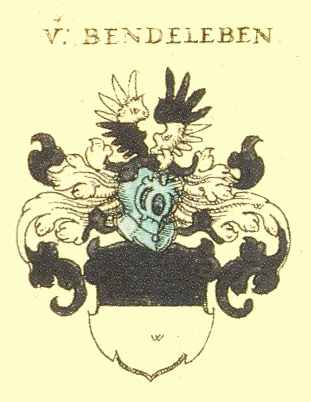
Wappen in Siebmachers Wappenbuch (1605)

Die von Bendeleben waren ein altritterliches thüringisches Dienstmannen-Geschlecht mit gleichnamigem Stammsitz auf der ehemaligen Burg Bendeleben.

## Geschichte
Der Überlieferung nach war Ditmar von Bendeleben 890 der Erste des Geschlechtes. Hattemar war um 1190 einer der ersten landgräflichen Ministerialen in Thüringen. Urkundlich wurden 1203 seine Söhne Egelof, Reinhard, Rudolph und Heinrich erwähnt. Bedeutung erlangte Bertha von Bendeleben, die mit ihrem Mann Egelolf in Eisenach auf der Wartburg am Hofe des Landgrafen lebte. Nach dem Tode ihres Mannes erhielt diese im Jahre 1211 zusammen mit anderen Edelleuten den Auftrag, die damals vierjährige ungarische Königstochter Elisabeth (später Heilige Elisabeth) in Ungarn abzuholen und zur Wartburg zu geleiten. Eine geborene von Bendeleben war mit dem Ministerialen am Hofe Ludwig IV, Hartwig von Hörselgau (erwähnt 1220–1227), verheiratet.
1433 kaufte Martin von Bendeleben gemeinsam mit seinem Onkel Siegfried von Bendeleben Schloss und Dorf Bendeleben, das bis 1705 im Familienbesitz blieb. Im Bauernkrieg schloss sich Balthasar von Bendeleben auf Ichstedt den aufständischen Bauern um Thomas Müntzer an.
Johann Georg von Bendeleben war unter dem Gesellschaftsnamen „Der Gewappnete“ Mitglied in der Fruchtbringenden Gesellschaft. Die Familie besaß später Güter auf Bennungen, Bilzingsleben, Kannawurf, Kelbra, Mönchpfiffel, Nausitz, Reinsdorf, Sachsenburg und Thürungen. Das Geschlecht erlosch 1828 mit dem Tod von Georg Adam Ludwig von Bendeleben auf Kannawurf.

## Persönlichkeiten
- Reinhard von Bendeleben († nach 1217), Kanoniker und Domherr zu Naumburg (Saale)
- Siegfried von Bendeleben, 1404/1433 Amtmann in Sachsenburg
- Martin von Bendeleben, Stammvater der Familie, erwarb 1433 das Schloss Bendeleben
- Balthasar von Bendeleben, schloss sich 1525 den aufständischen Bauern um Thomas Müntzer an
- Johann Georg von Bendeleben (um 1630–1689), kaiserlicher Oberst der Artillerie.

## Wappen
Der Schild ist von Schwarz und Silber geteilt. Auf dem (gekrönten) Helm mit schwarz-silbernen Decken ein offener Flug, der von Silber und Schwarz übereck (oder wie der Schild) geteilt ist.